# Krzywki-Piaski
Krzywki-Piaski – wieś sołecka w Polsce położona w województwie mazowieckim, w powiecie mławskim, w gminie Szreńsk.
W latach 1975–1998 miejscowość administracyjnie należała do województwa ciechanowskiego.
25 kwietnia 1917 w Krzywkach-Piaskach urodził się porucznik nawigator Jan Dzieńkowski.
Wierni kościoła rzymskokatolickiego należą do parafii św. Stanisława w Płoniawach-Bramurze.